# Адолф Штајнбергер Драго
Адолф Штајнбергер Драго (Загреб, 15. фебруар 1916 — Личка Јесеница, 3. март 1942) био је учесник Шпанског грађанског рата и Народноослободилачке борбе и народни херој Југославије.

## Биографија
Рођен је 15. фебруара 1916. године у Загребу. Веома рано је приступио револуционарном омладинском покрету, а убрзо је постао и члан Савеза комунистичке омладине Југославије.
У Шпанију одлази, као добровољац, за време грађанског рата и укључује се у редове интернационалних бригада. Истицао се као веома храбар и сналажљив борац. Године 1938. примљен је, у Шпанији, у чланство Комунистичке партије Југославије. После завршетка рата у Шпанији, с низом других југословенских бораца налазио се у концентрационим логорима у Француској. Касније је с групом југословена отишао на присилни рад у Немачку, одакле је средином јула 1941. године, успео да побегне и пребацио се у окупирану Југославију.
По доласку у Југославију, врло кратко је боравио у Загребу, а онда се пребацио на ослобођену територију Кордуна. Учествовао је у организовању првих партизанских јединица у Перјасици, Кестењцу, Вељуну, Клолоћу и Кладуши. Највише се задржао у одреду у Шљивњаку. Истицао се у борбама као храбар борац. Међу партизанима и народом Кордуна био је познат под именом Адолф.
Почетком 1942. године, Италијани су покушали да помоћу четника, разбију јединство међу партизанским јединицама на Кордуну. Марта 1942, један вод Треће чете Трећег батаљона Другог кордунашког партизанског одреда пришао је четницима, па су 3. априла Трећу чету на превару разоружали.
У Трећој чети се налазио командант одреда Роберт Домани, народни херој, политички комесар Трећег батаљона Бранко Латас, командир Треће чете Стево Чутурило и политички комесар Треће чете Адолф Штајнбергер, псеудоним Драго Домјанић. Све су их четници исте ноћи побили. Да се не би пронашла њихова тела, бацили су их у јаму Балинка, дубоку 380 метара, у Личкој Јесеници.
Године 1966, једна енглеска спелеолошка екипа пронашла је њихова тела, па су сахрањени у заједничкој гробници у Плашком.
Указом председника ФНР Југославије Јосипа Броза Тита, 27. јула 1953. године, проглашен је за народног хероја.